# Villa del Rosario (ort i Colombia, Norte de Santander, lat 7,83, long -72,47)
Villa del Rosario är en ort i Colombia.   Den ligger i departementet Norte de Santander, i den norra delen av landet, 400 km norr om huvudstaden Bogotá. Villa del Rosario ligger 436 meter över havet och antalet invånare är 64 951.
Terrängen runt Villa del Rosario är varierad. Runt Villa del Rosario är det tätbefolkat, med 286 invånare per kvadratkilometer. Närmaste större samhälle är Cúcuta, 7,6 km nordväst om Villa del Rosario. Omgivningarna runt Villa del Rosario är en mosaik av jordbruksmark och naturlig växtlighet.